# Брандеум
Брандеум (на латински: Brandeum) в християнството означава покров, с който се покрива ковчег на светец или тъкан, в която се увиват негови мощи или техни частици.
Понятието се среща още в послание на папа Григорий I към византийската императрица Константина, в което се казва, че непосредственото съприкосновение с телата на мъчениците е кощунство.
Брандеумът за ковчег може да бъде изработен от скъпа тъкан (коприна и др.) и да бъде украсен с бродерия. За обвиване на мощи обикновено се използва ленена тъкан.
Отнася се към контактните реликви, получавайки особено религиозно значение поради съприкосновението с тялото на светеца. Частици от брандеума може да се раздават на вярващите.